# Марк Антоний Хибер
Марк Антоний Хибер (на латински: Marcus Antonius Hiberus) e римски сенатор.
През 133 г. той e консул заедно с Публий Мумий Сизена. Хибер е легат (legatus Augusti pro praetore Moesiae Inferioris) на провинция Долна Мизия през 136 г.